# Cyanide (пісня Metallica)
«Cyanide» (укр. Ціанід) — пісня американського хеві-метал гурту Metallica, третій сингл з їх дев'ятого студійного альбому Death Magnetic. 1 вересня 2008 пісня була доступна для прослуховування на офіційному сайті гурту Mission: Metallica, а також доступна для завантаження (тільки для Платинових користувачів). Пізніше стала доступною для покупки у вигляді цифрового синглу на iTunes Store. Наживо пісня вперше прозвучала 9 серпня 2008 року на фестивалі Ozzfest в Далласі, Техас і це перша пісня з альбому Death Magnetic, яка була зіграна наживо в повному обсязі. Аудіо запис виконання пісні розміщений на сторінці гурту в соціальній мережі MySpace. Також пісня була зіграна наживо в британському музичному телевізійному шоу Later… with Jools Holland в 2008 році.

## Список композицій
iTunes сингл
- Cyanide — 06:39

## Позиції в чартах
«Cyanide» стала сьомою піснею гурту, яка досягла першої сходинки хіт-параду Billboard Hot Mainstream Rock в березні 2009 року. Загалом пісня була успішною в усьому світі, досягнувши першої двадцятки в Канаді, Фінляндії, Норвегії та Швеції, а також потрапила в число п'ятдесяти в Австралії, Великій Британії та Ірландії.
| Чарт (2008 рік)                           | Найвища позиція |
| ----------------------------------------- | --------------- |
| Australian ARIA Singles Chart             | 48              |
| Canadian Hot 100                          | 19              |
| Danish Singles Chart                      | 23              |
| Finnish Singles Chart                     | 3               |
| Irish Singles Chart                       | 48              |
| Norwegian Singles Chart                   | 15              |
| Swedish Singles Chart                     | 14              |
| UK Singles Chart                          | 9               |
| Swedish Singles Chart                     | 48              |
| U.S. Billboard Hot 100                    | 50              |
| U.S. Billboard Hot Mainstream Rock Tracks | 1               |
| U.S. Billboard Hot Modern Rock Tracks     | 19              |

## Учасники запису
- Джеймс Гетфілд — ритм-гітара, вокал
- Кірк Хаммет — соло-гітара
- Ларс Ульріх — ударні
- Роберт Трухільйо — бас-гітара